# 요안 반데르발스

요안 반데르발스(네덜란드어: Joan van der Waals, 1920년 5월 2일~2022년 6월 21일)는 네덜란드의 물리학자로 레이던 대학교의 교수였다.